# Selección de fútbol sub-20 de las Seychelles
La Selección de fútbol sub-20 de Seychelles es el equipo que representa al país en el Mundial Sub-20, en la Copa Sub-20 de la COSAFA y en el Campeonato Juvenil Africano; y es controlado por la Federación de Fútbol de Seychelles.

## Participaciones

### Mundial Sub-20
| Año                         | Ronda        | J            | G            | E            | P            | GF           | GC           |
| --------------------------- | ------------ | ------------ | ------------ | ------------ | ------------ | ------------ | ------------ |
| Túnez 1977                  | No clasificó | No clasificó | No clasificó | No clasificó | No clasificó | No clasificó | No clasificó |
| Japón 1979                  | No clasificó | No clasificó | No clasificó | No clasificó | No clasificó | No clasificó | No clasificó |
| Australia 1981              | No clasificó | No clasificó | No clasificó | No clasificó | No clasificó | No clasificó | No clasificó |
| México 1983                 | No clasificó | No clasificó | No clasificó | No clasificó | No clasificó | No clasificó | No clasificó |
| Unión Soviética 1985        | No clasificó | No clasificó | No clasificó | No clasificó | No clasificó | No clasificó | No clasificó |
| Chile 1987                  | No clasificó | No clasificó | No clasificó | No clasificó | No clasificó | No clasificó | No clasificó |
| Arabia Saudita 1989         | No clasificó | No clasificó | No clasificó | No clasificó | No clasificó | No clasificó | No clasificó |
| Portugal 1991               | No clasificó | No clasificó | No clasificó | No clasificó | No clasificó | No clasificó | No clasificó |
| Australia 1993              | No clasificó | No clasificó | No clasificó | No clasificó | No clasificó | No clasificó | No clasificó |
| Catar 1995                  | No clasificó | No clasificó | No clasificó | No clasificó | No clasificó | No clasificó | No clasificó |
| Malasia 1997                | No clasificó | No clasificó | No clasificó | No clasificó | No clasificó | No clasificó | No clasificó |
| Nigeria 1999                | No clasificó | No clasificó | No clasificó | No clasificó | No clasificó | No clasificó | No clasificó |
| Argentina 2001              | No clasificó | No clasificó | No clasificó | No clasificó | No clasificó | No clasificó | No clasificó |
| Emiratos Árabes Unidos 2003 | No clasificó | No clasificó | No clasificó | No clasificó | No clasificó | No clasificó | No clasificó |
| Países Bajos 2005           | No clasificó | No clasificó | No clasificó | No clasificó | No clasificó | No clasificó | No clasificó |
| Canadá 2007                 | No clasificó | No clasificó | No clasificó | No clasificó | No clasificó | No clasificó | No clasificó |
| Egipto 2009                 | No clasificó | No clasificó | No clasificó | No clasificó | No clasificó | No clasificó | No clasificó |
| Colombia 2011               | No clasificó | No clasificó | No clasificó | No clasificó | No clasificó | No clasificó | No clasificó |
| Turquía 2013                | No clasificó | No clasificó | No clasificó | No clasificó | No clasificó | No clasificó | No clasificó |
| Chile 2015                  | No clasificó | No clasificó | No clasificó | No clasificó | No clasificó | No clasificó | No clasificó |
| Corea del Sur 2017          | No clasificó | No clasificó | No clasificó | No clasificó | No clasificó | No clasificó | No clasificó |
| Polonia 2019                | No clasificó | No clasificó | No clasificó | No clasificó | No clasificó | No clasificó | No clasificó |
| Argentina 2023              |              |              |              |              |              |              |              |
| Total                       | 0/20         | 0            | 0            | 0            | 0            | 0            | 0            |

### Copa Africana de Naciones Sub-20
| Año         | Resultado         | J                 | G                 | E                 | P                 | GF                | GC                |
| ----------- | ----------------- | ----------------- | ----------------- | ----------------- | ----------------- | ----------------- | ----------------- |
| 1977 - 2013 | Sin participación | Sin participación | Sin participación | Sin participación | Sin participación | Sin participación | Sin participación |
| 2015        | No clasificó      | No clasificó      | No clasificó      | No clasificó      | No clasificó      | No clasificó      | No clasificó      |
| 2017        | No participó      | No participó      | No participó      | No participó      | No participó      | No participó      | No participó      |
| 2019        | No clasificó      | No clasificó      | No clasificó      | No clasificó      | No clasificó      | No clasificó      | No clasificó      |
| 2021        | No clasificó      | No clasificó      | No clasificó      | No clasificó      | No clasificó      | No clasificó      | No clasificó      |
| 2023        | No clasificó      | No clasificó      | No clasificó      | No clasificó      | No clasificó      | No clasificó      | No clasificó      |
| Total       | 0/23              | -                 | -                 | -                 | -                 | -                 | -                 |

### Copa Sub-20 de la COSAFA
| Año         | Ronda          | J            | G            | E            | P            | GF           | GC           |
| ----------- | -------------- | ------------ | ------------ | ------------ | ------------ | ------------ | ------------ |
| 1983        | No participó   | No participó | No participó | No participó | No participó | No participó | No participó |
| 1985        | No participó   | No participó | No participó | No participó | No participó | No participó | No participó |
| 1986        | No participó   | No participó | No participó | No participó | No participó | No participó | No participó |
| 1988        | No participó   | No participó | No participó | No participó | No participó | No participó | No participó |
| 1990        | No participó   | No participó | No participó | No participó | No participó | No participó | No participó |
| 1993        | No participó   | No participó | No participó | No participó | No participó | No participó | No participó |
| 1995        | No participó   | No participó | No participó | No participó | No participó | No participó | No participó |
| 1997        | No participó   | No participó | No participó | No participó | No participó | No participó | No participó |
| 1999 - 2003 | No participó   | No participó | No participó | No participó | No participó | No participó | No participó |
| 2004        | Fase de grupos | 4            | 1            | 0            | 3            | 3            | 12           |
| 2005        | Fase de grupos | 4            | 0            | 0            | 4            | 1            | 17           |
| 2006        | No participó   | No participó | No participó | No participó | No participó | No participó | No participó |
| 2007        | Fase de grupos | 3            | 0            | 0            | 3            | 2            | 21           |
| 2008        | No participó   | No participó | No participó | No participó | No participó | No participó | No participó |
| 2009        | Fase de grupos | 2            | 1            | 0            | 1            | 5            | 4            |
| 2010        | Fase de grupos | 2            | 0            | 0            | 2            | 0            | 7            |
| 2011        | Fase de grupos | 2            | 0            | 0            | 2            | 1            | 5            |
| 2013        | Fase de grupos | 3            | 0            | 0            | 3            | 1            | 10           |
| 2016        | Fase de grupos | 3            | 0            | 0            | 3            | 0            | 11           |
| 2017        | No participó   | No participó | No participó | No participó | No participó | No participó | No participó |
| 2018        | No participó   | No participó | No participó | No participó | No participó | No participó | No participó |
| 2019        | Fase de grupos | 3            | 0            | 0            | 3            | 2            | 13           |
| 2020        | No participó   | No participó | No participó | No participó | No participó | No participó | No participó |
| 2022        | Fase de grupos | 3            | 0            | 0            | 3            | 2            | 14           |
| Total       | 10/28          | 29           | 2            | 0            | 27           | 17           | 101          |